# Stibarobdella macrothela
Espèce
Synonymes
- Pontobdella bimaculata (Oka, 1910)[2]
- Pontobdella macrothela (Schmarda, 1861)[2]
- Pontobdella macrothela Schmarda, 1861[3]
- Pontobdella tasmanica Hickamn, 1942[2]
- Stibarobdella bimaculata (Oka, 1910)[2]
- Stibarobdella dispar (Cordero, 1937)[2]
- Stibarobdella tasmanica (Hickman, 1942)[2]

Stibarobdella macrothela est une espèce de sangsues de la famille des Piscicolidae. 
C'est un parasite de certaines espèces d'Elasmobranchii comme le Requin cuivre, dont elle suce le sang en s'attachant sur leur corps.
Stibarobdella macrothela a un corps cylindrique couvert de tubercules et se finissant à une extrémité par une bouche en forme de ventouse. Il est rougeâtre et mesure en moyenne 67 mm de long.